# Comoli Ferrari
Comoli Ferrari è un'azienda italiana che distribuisce soluzioni per l'impiantistica. La sede è a Novara; 113 punti vendita sono distribuiti in 8 regioni: Piemonte, Lombardia, Liguria, Valle d'Aosta, Emilia-Romagna, Marche, Toscana e Sardegna.

## La Storia

### La nascita
La Comoli Ferrari nasce nel novembre 1929 come piccola azienda di elettricisti, per iniziativa di Stefano Comoli e Paolo Ferrari. Il capitale iniziale fu di 90.000 Lire. Stefano lavorava di notte come turnista nella società Conti (poi Edison infine Enel) e di giorno coordinava gli operai. Paolo, diplomatosi Perito elettrotecnico all'istituto Omar di Novara, aveva lavorato 5 anni alla Ercole Marelli e nella nuova società seguiva la parte amministrativa e commerciale. Poco dopo la fondazione viene assunta come contabile Maria Luisa Bignoli, che nel 1935 diventa moglie di Paolo Ferrari, e lo affiancherà in tutta l'evoluzione aziendale e sarà nominata Presidente della società alla morte del marito.
Gli anni trenta furono un periodo di consolidamento. L'economia provinciale viveva una realtà dinamica e la Comoli Ferrari solo pochi anni  dopo la nascita ampliava la sede. L'azienda si specializzò nella costruzione di cabine elettriche e impianti di sollevamento d'acqua per l'irrigazione, impianti di illuminazione pubblica, linee elettriche per le Ferrovie dello Stato e impianti industriali. Uno dei momenti più importanti di quel periodo è l'installazione dell'intero impianto elettrico per il primo grande condominio di Novara in piazza Cavour.

### La seconda guerra mondiale
Per la Comoli Ferrari gli anni della seconda guerra mondiale furono molto difficili. Il materiale elettrico e i conduttori erano, infatti, razionati e i fornitori avevano grandi difficoltà a spedire quel poco disponibile, in quanto le maggiori fabbriche erano impegnate nella produzione legata all'impegno bellico. Fortunatamente l'azienda non subì particolari danni per i bombardamenti. Il colpo più duro, che mise in pericolo la sopravvivenza dell'azienda, fu inferto nel 1943, con la requisizione da parte dell'esercito tedesco di tutti i materiali elettrici presenti in magazzino. Con molto coraggio e un po' di fortuna però Paolo e Stefano pur rischiando di essere arrestati, riuscirono a nascondere parte del materiale e a proseguire la propria attività, sia pure a ritmo ridotto.
Il dopoguerra segnò importanti cambiamenti a livello aziendale. Nel 1946, a seguito del continuo sviluppo dell'attività, si decise di costituire una società a responsabilità limitata con capitale di 90 milioni di Lire. L'azienda continuava la costruzione di impianti elettrici sempre più importanti; per questo si acquistavano partite anche notevoli di materiale e di conduttori elettrici.
Fu in quel periodo che Paolo Ferrari iniziò a pensare ad un cambio di strategia operativa. In lui cominciò a farsi strada l'idea di operare come grossista. Con la scomparsa prematura di Stefano Comoli, i figli cedettero le quote, e Ferrari le rilevò diventando socio di maggioranza. Gli altri soci lasceranno negli anni successivi e oggi la società è al 90% in mano alla famiglia Ferrari.

### Lo sviluppo
All'inizio degli anni sessanta lo sviluppo della “Comoli Ferrari” assume un ritmo quasi vorticoso. Sono aperte le prime filiali in Piemonte e in Lombardia e costruita una nuova sede a Novara. Sono avviate anche attività produttive nello stabilimento “Unioncavi” a Frosinone e nel 1966 inizia la costruzione di trasformatori con “Elettromeccanica Verbano”.
Nel 1972 Comoli Ferrari diventa SpA.
Il 25 febbraio 1998, all'età di 93 anni, scompare Paolo Ferrari e l'azienda è guidata dai figli Giuseppe e Giampaolo, entrambi ingegneri. L'azienda consolida e rafforza il suo ruolo nel mercato italiano. con un nuovo  piano industriale che prevede lo sviluppo della logistica, la costruzione della attuale sede e che porta all'acquisizione di alcune importanti realtà della distribuzione di materiale elettrico italiane (Bernasconi nel 2003, Cisa nel 2006). Nasce il Gruppo Comoli Ferrari.  
Nel 2002 ha luogo la prima edizione di “Elettrica”, mostra convegno biennale del settore, che coinvolge aziende nazionali e internazionali, enti e associazioni del settore, e un vasto pubblico di professionisti dell'impiantistica. 
Nel 2007, con la scomparsa di Giuseppe Ferrari entrano in azienda le due figlie Anastasia e Margherita, e Paolo, figlio di Giampaolo, la terza generazione.
Il gruppo si consolida ulteriormente nel 2009 con l'acquisizione di GDT, incrementando considerevolmente la capillarità su un territorio sempre più vasto. Nel 2015 parte il progetto SMART che caratterizza gli anni a venire con un approccio sempre più manageriale, configurandosi come hub per gli operatori del settore. Nel 2016 l'acquisizione di Mauri porta i punti vendita a 110.
La scomparsa di Giampaolo Ferrari porta alla guida del Gruppo Anastasia, Margherita e Paolo.
Nel 2019, con la celebrazione del 90° dalla fondazione, viene aperto il primo punto vendita ITS.
Nel 2020 nasce l'Academy e prende il via il Forum del Futuro Quotidiano.